# Sacoglottis ceratocarpa
Sacoglottis ceratocarpa är en tvåhjärtbladig växtart som beskrevs av Adolpho Ducke. Sacoglottis ceratocarpa ingår i släktet Sacoglottis och familjen Humiriaceae. Inga underarter finns listade i Catalogue of Life.